# بايوير
بايوير (بالإنجليزية: BioWare)‏ , شركه خاصَّة كنديّة مصدرة للألعاب الإلكترونيّة. مقرّها في إدمونتون في مقاطعة ألبيرتا. اشتهرت بإنتاجها لألعاب الـ «آر بي جي»، أو ألعاب تتركّز على أدوار مُعيَّنة يتحكّم بها اللاعب وَمتآثرا معها بعمق في قصة اللعبة. وَابتداءً من كانون الثاني 2008، أصبحت بايوير مُمتلَكَة من قبل «إيليكترونيك آرتس» (Electronic Arts)، المصدِّر الأكبر لألعاب الفيديو الأمريكية.

## الألعاب
- ماس إفكت
- ماس إفكت 2
- ماس إفكت 3

## وصلات خارجية
- إنكليزي: موقع بايوير الإلكتروني
- BioWare at MobyGames